# Саобраћајно-географски положај
Саобраћајно-географски положај представља положај неке тачке или ареала на Земљиној површини у односу на главне путне правце, како друмске, тако водене и ваздушне. Најчешће се наводи повољан саобраћајни положај Србије, јер се налази на раскрсници између истока и запада.